# RK Poreč
RK Poreč je rukometni klub iz Poreča osnovan 20. lipnja 1968. godine.
U Poreču su igrali hrvatski reprezentativci: Goran Čarapina, Krešimir Maraković i Vedran Mataija, a i Marko Buvinić, desno krilo iz Umaga koji je na zimskom prijelaznom roku 2015. godine prešao u makedonski Metalurg Skopje.
Najveći rezultat u povijesti kluba je plasman u osminu finala kupa pobjednika kupova(i to dvaput).
Do osmine finala hrvatski je klub u sezoni 2011./2012. došao pobjedom u šesnaestini finala protiv austrijskog ULZ Sparkasse Schwaza. U osmini finala bolji je bio španjolski Caja BM Aragón de Zaragoza, no uz veliku borbu i častan poraz Porečana.
Sezone 2012./2013. RK Poreč ponovno je izborio osminu finala istoga kupa, izbacivši ruskog velikana Krasnodara u šesnaestini finala. Tada je Poreč, nakon neriješenog ogleda na domaćem parketu i porazu u gostima, ispao od portugalskog Sporting CP Lisabona.

## Vanjske poveznice
- Službena stranica kluba